# アメリカアカエイ
アメリカアカエイ（Hypanus americanus）は、トビエイ目アカエイ科の一種。ニュージャージー州からブラジル南部までの西大西洋の熱帯および亜熱帯海域に分布する。体盤は平たく菱形で、背面は茶色、オリーブ色、灰色で、腹面は白色。尾には鋸歯状の毒棘があり、防衛のために使用する。

## 形態
海底での生活に適応しており、体盤は扁平な菱形で、角ばっている。背面は成体がオリーブ色から緑色、幼体では濃い灰色で、腹面は白色。翼のような胸鰭で海底を進む。尾は細く、基部には長い鋸歯状の毒棘がある。刺されても命にはかかわらないが、非常に痛い。眼は頭頂部にあり、後方に噴水孔がある。噴水孔により海底に埋まっていても水を取り込み呼吸を行うことができる。雌の方が大きく、体盤幅は150cmに達するが、雄は最大でも67cm。

## 生態
夜行性の肉食魚で、口から水を噴射したり胸鰭を動かしたりして、底に隠れた獲物を見つける。底魚であり、単独またはつがいで見られることが多く、出産場所と考えられる特定の浅場では、1平方キロメートルあたり最大245匹の個体群密度に達すると推定されている。 胸鰭を波打たせて素早く泳ぐことで、天敵からの逃走と餌の捕食に役立っている。行動範囲は非常に広い。その高い遊泳力により、潮の流れに沿って泳ぐことができ、捕食の効率を上げている。交尾、捕食者からの防衛、休息の際群れを作ることがある。

### 摂餌
解剖の結果、胃の内容物は小魚、ワーム、甲殻類、二枚貝などであった。遊泳力も高いため、素早い獲物も捕食できる。日和見的な捕食者であり、常に餌を探し回っている。

### 防衛
捕食者を避けるため、海底に埋まっている。尾の毒棘を用い、人間や、ヒラシュモクザメなどの捕食者を撃退する。

### 他生物との関係
メキシコ湾などの沿岸地域では、本種が底を掘ることで出てきた魚を捕食するため、ミミヒメウが本種の後を泳ぐ行動が知られている。

### 繁殖

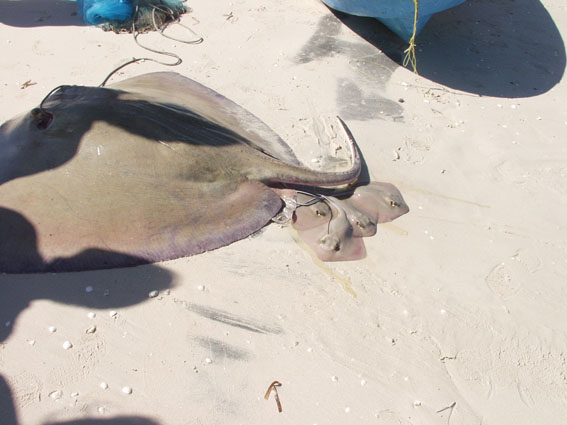
生まれた仔エイ

卵胎生であり、受精卵は胎内で成長する。胚は発生初期に卵黄嚢から栄養を受け取り、卵黄嚢が吸収された後は子宮分泌液から栄養素を摂取する。雌は毎年繁殖し、妊娠期間は7-8か月。飼育下では、妊娠は135日から226日続き、産仔数は2-10であった。
野生での交尾の観察記録は少ないが、2尾の雄が1尾の雌を追いかけ、雌の鰭に噛みつき交尾を行ったという記録がある。雌は出産後すぐに再び交尾できる。

### 性成熟と成長
バハマのビミニとケイマン諸島のグランドケイマンでの観察によると、性成熟の年齢には、地理的位置が影響する。飼育下の場合、雌は5-6歳で妊娠し、成熟したとされ、雄は3-4歳で成熟したとされた。飼育下では年に2回、野生では年に1回出産する。母親の大きさと産仔数には正の相関がある。出産場所と仔エイの育つ場所は異なる。出産場所は例えばベリーズにあり、雌が交尾と出産のため集まる。ある研究では、5月、11月、12月の間に水深10-20mの岩礁で仔エイが捕獲された。これらの仔エイはその場所で成長していると考えられた。

### コミュニケーション
嗅覚が強いため、フェロモンを用いてコミュニケーションを取る。雄は交尾の前に雌に触れたり鰭を噛んだりする。雌は出産後、総排出腔で生成されると考えられるフェロモンを放出し、雄を引き寄せる。出産後すぐに交尾できるため、これが性フェロモンである可能性がある。頭の周りに多くのロレンチーニ器官を持ち、微弱な電流を感知して獲物を探す。聴覚だけでなく水中の振動を感知するメカニズムも持っている。

## 人とのかかわり
グランドケイマン、ケイマン諸島、アンティグア島などカリブ海の多くの地域では、ダイバーやシュノーケラーと一緒に泳ぎ、スティングレイシティやサンドバーなどで手から餌を与えられる。タークス・カイコス諸島では、Gibbs Cayと呼ばれる場所で手から餌を与えられる。 人の腕に抱かれたり、切った魚を食べる個体もいる。地元住民はこれらの大人しい個体を犬のように思っており、この餌付けが本種の行動や生態に悪影響を及ぼす危険もある。
比較的丈夫だが、巨大な水槽が必要で水槽内の生物を捕食してしまうため、アクアリウムでの飼育は難しい。また、カリフォルニア州ヴァレーホのシックスフラッグス・ディスカヴァリーキングダムやニューヨーク州リバーヘッドのロングアイランド水族館などの公立水族館やアニマルテーマパークで飼育され、タッチプールで撫でることができる。水族館では、雌が鰭を噛み合っているのが目撃されている。水族館での繁殖例もある。

## 画像

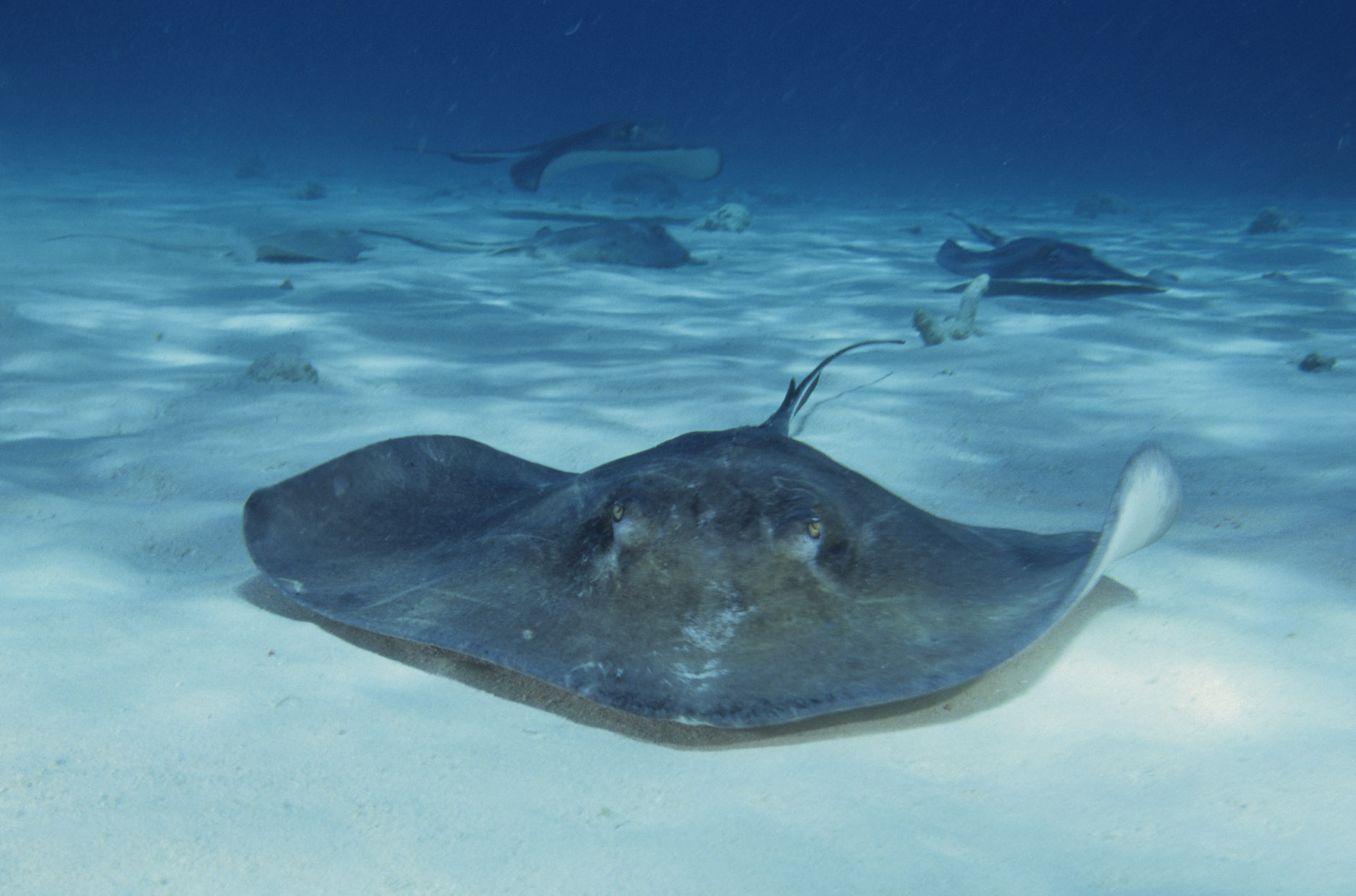
グランドケイマンの小規模な群れ
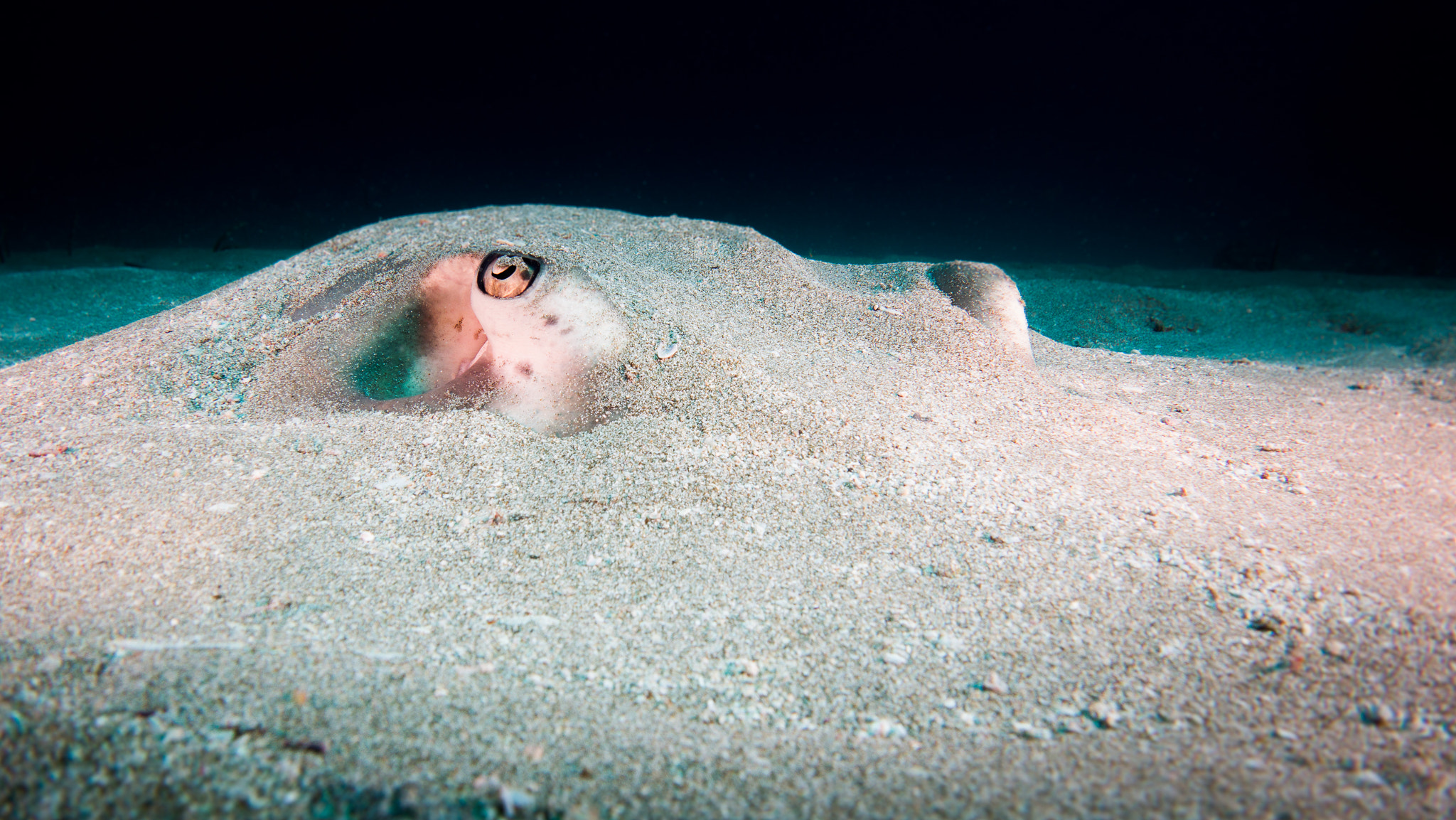
コスタリカの砂に潜った個体
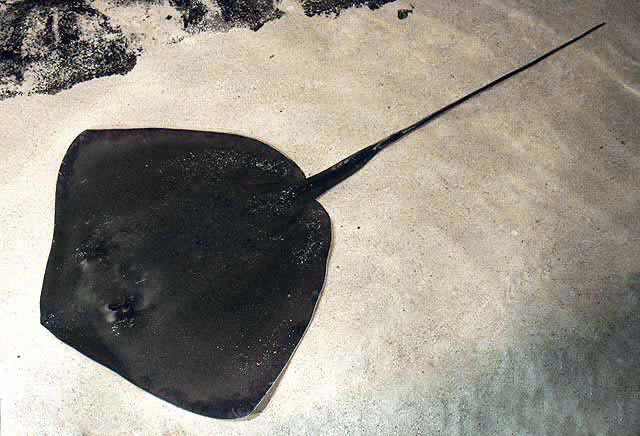
アトランタの水族館の個体
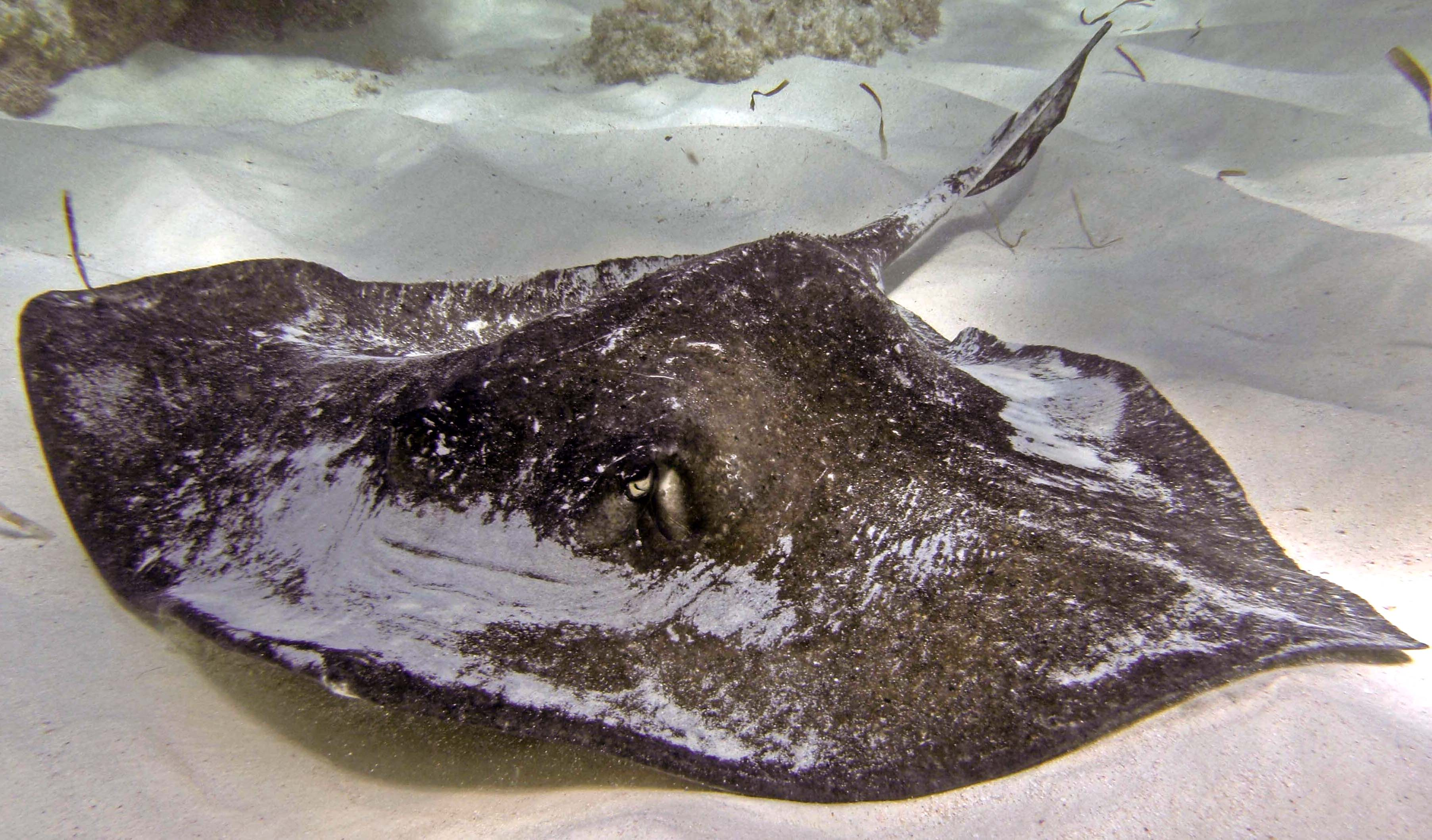
サン・サルバドル島の個体
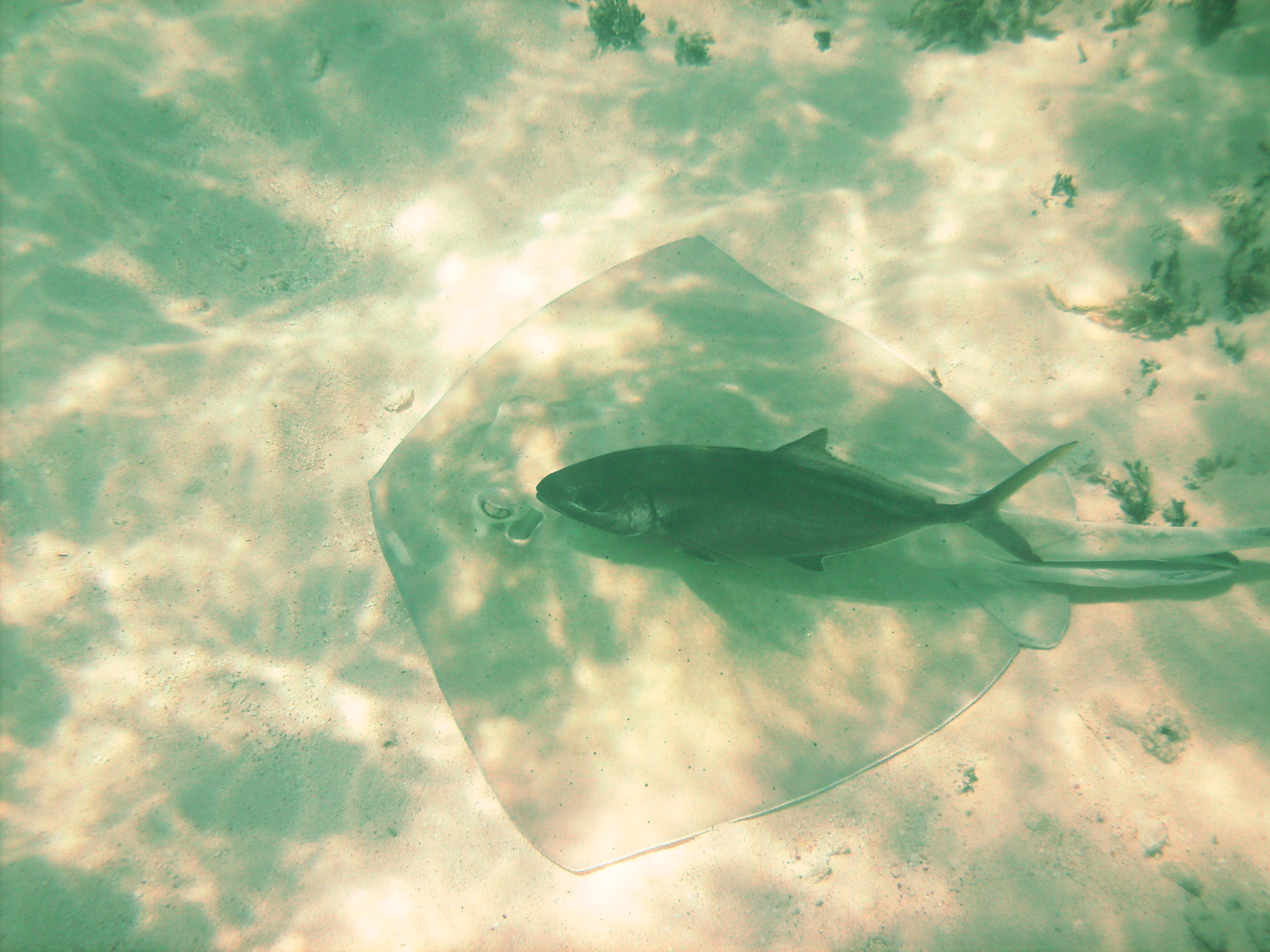
ツムブリと泳ぐアネガダ島の個体
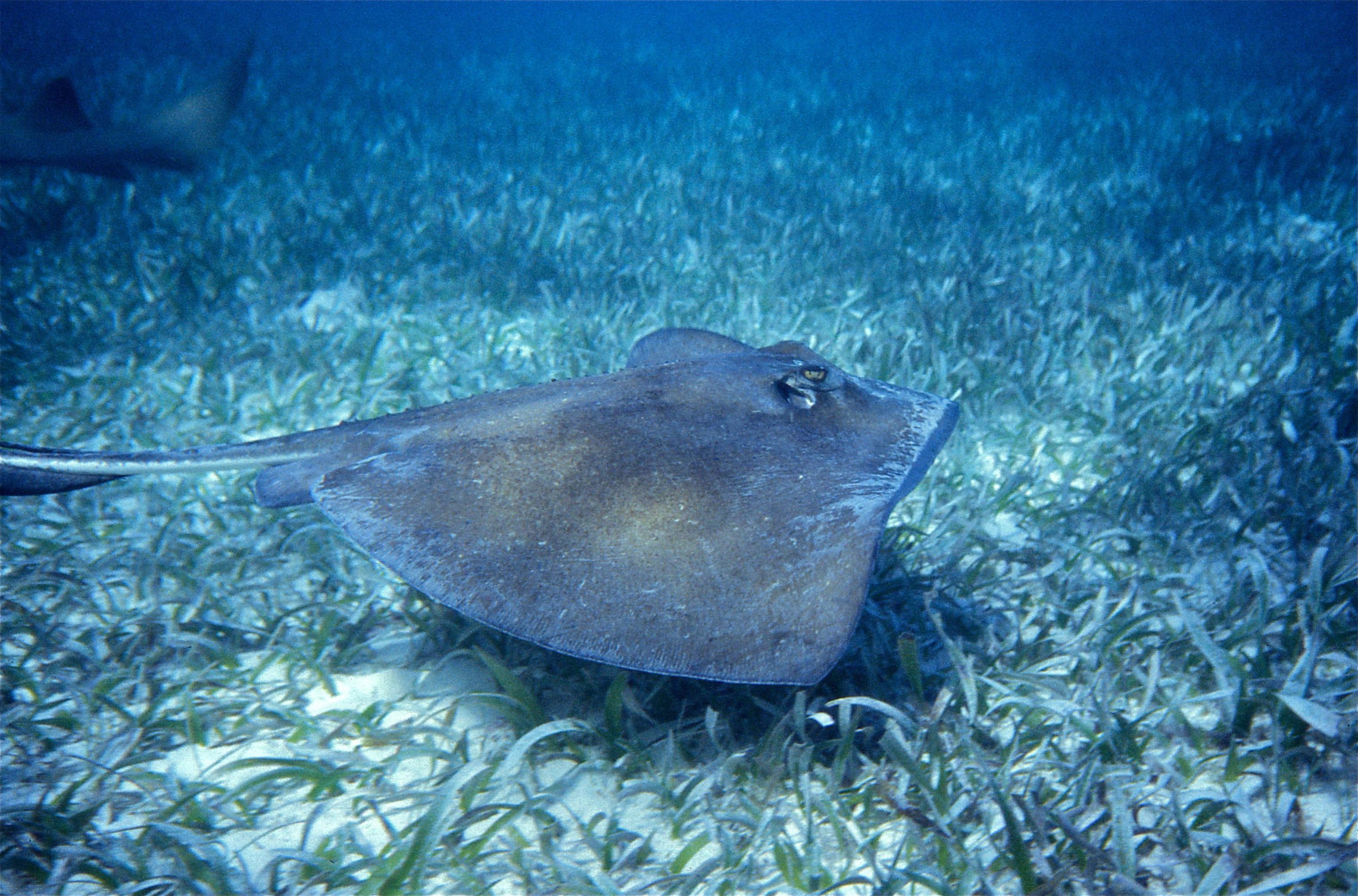
ベリーズのキーカーカーで海藻の上を泳ぐ個体
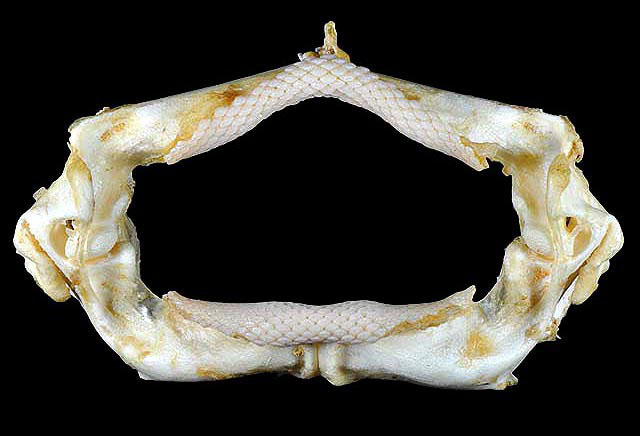
顎の骨
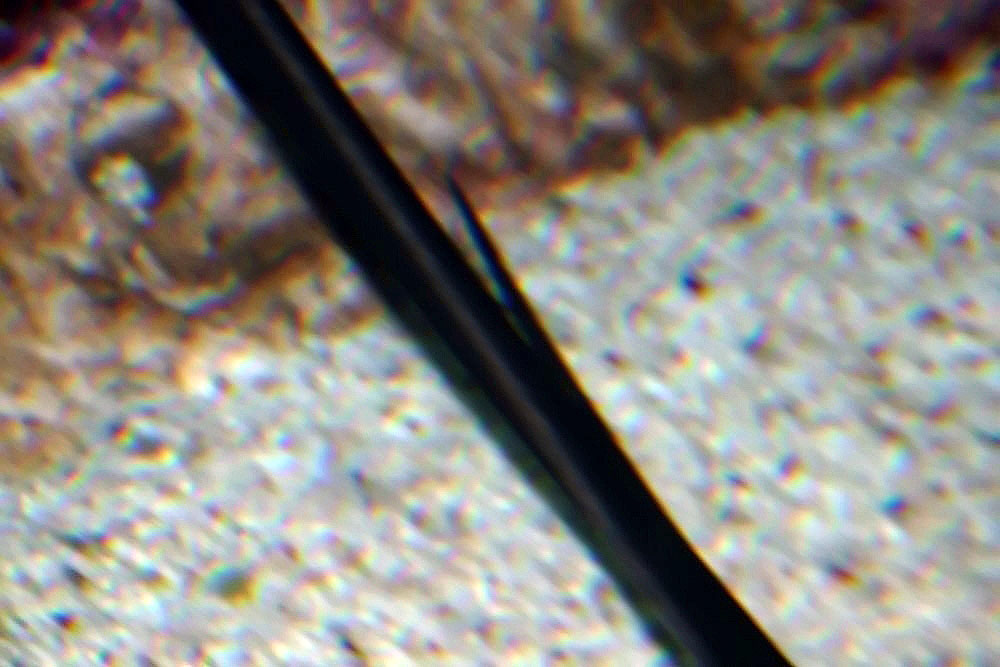
尾の毒棘